# Goudkopgraszanger
De goudkopgraszanger (Cisticola exilis) is een zangvogel uit de familie Cisticolidae. Het is de enige soort uit het omvangrijke geslacht van de graszangers (Cisticola) die niet in Afrika leeft.

## Verspreiding en leefgebied
Deze vogel komt voor in zuidoostelijk Azië en Australië en telt 12 ondersoorten:
- C. e. tytleri: van zuidelijk Nepal en noordoostelijk India tot noordelijk Myanmar en zuidwestelijk China.
- C. e. erythrocephalus: zuidelijk India.
- C. e. equicaudatus: oostelijk Myanmar, Thailand en Indochina.
- C. e. courtoisi: zuidelijk en oostelijk China.
- C. e. volitans: Taiwan.
- C. e. semirufus: de Filipijnen en de Sulu-eilanden.
- C. e. rusticus: Sulawesi en de zuidelijke Molukken.
- C. e. lineocapilla: Sumatra, zuidwestelijk Borneo, Java, de Kleine Soenda-eilanden en noordwestelijk Australië.
- C. e. diminutus: Nieuw-Guinea, de Torreseilanden en noordoostelijk Australië.
- C. e. alexandrae: noordelijke Australische binnenlanden.
- C. e. exilis: oostelijk en zuidoostelijk Australië.
- C. e. polionotus: Bismarck-archipel.

## Status
De grootte van de populatie is niet gekwantificeerd maar de soort wordt omschreven als plaatselijk algemeen. Op de Rode lijst van de IUCN heeft deze soort de status niet bedreigd.